# ブロス/やつらはときどき帰ってくる
『ブロス/やつらはときどき帰ってくる』（原題：Sometimes They Come Back）は、1991年制作のアメリカ合衆国のホラー映画。
スティーヴン・キング原作の同名短編ホラー小説（「深夜勤務」所収）の映画化。もともとはテレビ映画として制作され、CBSテレビで放映されたが、日本では劇場公開された。
なお、1996年に『ブロス リターンズ/やつらはふたたび帰ってくる』というテレビ映画が制作されたが、これは前作の設定を拝借しただけで、本作の続編ではない。

## あらすじ
コネチカット州のある小さな町で高校教師をしているジミーはある日、転入してきた男子生徒の顔を見て驚く。かつて自分の兄ウェインを死に追いやった不良グループのリーダー、ローソンにそっくりだったからだ。
遡ること30数年前、ウェインはローソンとその仲間2人に町はずれの鉄道トンネルに呼び出され、恐喝された。そこへばく進してきた列車にはねられ、4人とも死んでしまっていた。
その後、ローソンの仲間2人にそっくりな少年が転入、3人はジミーの生徒たちを次々と殺害していく。ジミーはウェインの魂を甦らせて、ローソン一味と対決する。

## キャスト
| 役名                   | 俳優                     | 日本語吹替 | 日本語吹替   |
| 役名                   | 俳優                     | VHS版      | テレビ東京版 |
| ---------------------- | ------------------------ | ---------- | ------------ |
| ジミー・ノーマン       | ティム・マシスン         | 佐古正人   | 原康義       |
| サリー・ノーマン       | ブルック・アダムス       | 高島雅羅   | 土井美加     |
| リチャード・ローソン   | ロバート・ラスラー       | 大塚明夫   | 入江崇史     |
| ウェイン・ノーマン     | クリス・デメトラル       |            | 石田彰       |
| スコット・ノーマン     | ロバート・ハイ・ゴーマン |            | 二見一樹     |
| カール・ミューラー     | ウィリアム・サンダーソン |            | 秋元羊介     |
| ヴィニー・ヴィンセント | ニコラス・サドラー       |            | 塩屋翼       |
| デヴィッド・ノース     | ベントレー・ミッチャム   |            |              |
| ケイト                 | タシア・ヴァレンザ       |            | 水谷優子     |
| ビリー・スターンズ     | マット・ノーラン         |            | 中原茂       |
| 年老いたニール         | ダンカン・マクラウド     |            | 塚田正昭     |
| 幼少期のジミー         | ザカリー・ボール         |            | 近藤玲子     |

- テレビ東京版：初回放送1995年8月24日『木曜洋画劇場』

## 作品リスト
- ブロス リターンズ/やつらはふたたび帰ってくる (原題：Sometimes They Come Back... Again)
続編ではないのだが、悪霊について詳細が明かされている。引き続きジミーが再登場しているが、悪霊にすでに殺害され死体となる、前作のラストを否定する形となった。ちなみに邦題が"ブロス"と付くが登場人物に兄弟を持つ人物はいない。
- アイス・ステーション (原題：Sometimes They Come Back... for More)
前2作とは直接的な繋がりはない。舞台を南極に変え、人間を悪霊にさせる儀式のルーツを辿り、その本元である悪魔と人間の闘いをメインにしている。